# Coltriciella navispora
Coltriciella navispora är en svampart som beskrevs av T.W. Henkel, Aime & Ryvarden 2003. Coltriciella navispora ingår i släktet Coltriciella och familjen Hymenochaetaceae.   Inga underarter finns listade i Catalogue of Life.